# Magicy
Magicy (oryg. The Magicians) – amerykański serial fantasy z elementami horroru, wyprodukowany przez Groundswell Productions, NBC Universal Television oraz Universal Cable Productions. Serial jest adaptacją powieści „Czarodzieje” autorstwa Leva Grossmana. Scenariusz adaptowany napisali John McNamara oraz Sera Gamble. The Magicians był oryginalnie emitowany od 25 stycznia 2016 do 1 kwietnia 2020 na SyFy.

## Fabuła
Ambitny nastolatek, Quentin Coldwater rozpoczyna naukę na Uniwersytecie Brakebills, gdzie szkoli się w posługiwaniu magią. Na uczelni zaprzyjaźnia się z czwórką studentów, z którymi doskonali swoje zdolności oraz przeżywa wiele niebezpiecznych przygód. Tymczasem najlepsza przyjaciółka Quentina, Julia nie dostaje się na studia, jednak nie zamierza rezygnować z praktykowania magii.

## Obsada

### Główna
- Jason Ralph jako Quentin Coldwater[2]
- Olivia Taylor Dudley jako Alice Quinn[3]
- Arjun Gupta jako Penny[4]
- Hale Appleman jako Eliot Waugh[4]
- Summer Bishil jako Margo Hanson[5]
- Stella Maeve jako Julia Wicker[4]
- Jade Tailor jako Kady Orloff-Diaz[3] (sezon 2)
- Rick Worthy jako dziekan Fogg[3] (sezon 2)

### Drugoplanowe role
- Tembi Locke jako dr Jennifer London[6]
- Michael Cassidy jako James, chłopak Julii[7]
- Spencer Garrett jako Ted Coldwater, ojciec Quentin[7]
- David Call jako Pete[7]
- Kacey Rohl jako Marina[7]
- Hiro Kanagawa jako profesor March[7]
- Brittany Curran jako Fen (sezon 2)[8]
- Christopher Gorham jako John Gaines (sezon 2)[9]

### Gościnne występy
- Anthony Marble jako The Beast
- Edwin Perez jako Eugenio
- Hannah Levien jako Victoria
- Anne Dudek jako profesor Sunderland[3]
- Esmé Bianco jako Eliza, sanitariuszka[3]

## Odcinki
| Sezon | Sezon | Odcinki | Oryginalna emisja SyFy | Oryginalna emisja SyFy | Oryginalna emisja SciFi Universal | Oryginalna emisja SciFi Universal | Oryginalna emisja SciFi Universal |
| Sezon | Sezon | Odcinki | Premiera sezonu        | Finał sezonu           | Premiera sezonu                   | Finał sezonu                      |                                   |
| ----- | ----- | ------- | ---------------------- | ---------------------- | --------------------------------- | --------------------------------- | --------------------------------- |
|       | 1     | 13      | 16 grudnia 2015        | 11 kwietnia 2016       | 15 stycznia 2017                  | 9 kwietnia 2017                   |                                   |
|       | 2     | 13      | 25 stycznia 2017       | 19 kwietnia 2017       | 12 listopada 2017                 | 4 lutego 2018                     |                                   |
|       | 3     | 13      | 10 stycznia 2018       | 4 kwietnia 2018        | 18 marca 2018                     | 10 czerwca 2018                   |                                   |
|       | 4     | 13      | 23 stycznia 2019       | 17 kwietnia 2019       | —                                 | —                                 |                                   |
|       | 5     | 13      | 15 stycznia 2020       | 1 kwietnia 2020        | —                                 | —                                 |                                   |

## Produkcja
4 maja 2015 roku stacja SyFy zamówiła 12-odcinkowy pierwszy sezon The Magicians, a 8 lutego 2016 drugi sezon serialu.
13 kwietnia 2017 stacja SyFy przedłużyła serial o trzeci sezon, a 26 lutego 2018 zamówiła 4 sezon, którego premiera miała miejsce w 2019 roku
23 stycznia 2019 roku, stacja SyFy przedłużyła serial o piąty sezon.
Na początku marca 2020 roku, stacja SyFy niespodziewanie ogłosiła skasowanie produkcji, kończąc serię na piątym sezonie.